# بنجامين بينيت (سياسي)
بنجامين بينيت (بالإنجليزية: Benjamin Bennet)‏ هو سياسي أمريكي، ولد في 31 أكتوبر 1764 في مقاطعة باكز في الولايات المتحدة، وتوفي في 8 أكتوبر 1840. حزبياً، نشط في الحزب الجمهوري الديمقراطي. وقد انتخب عضو مجلس النواب الأمريكي.